# Diana Dors

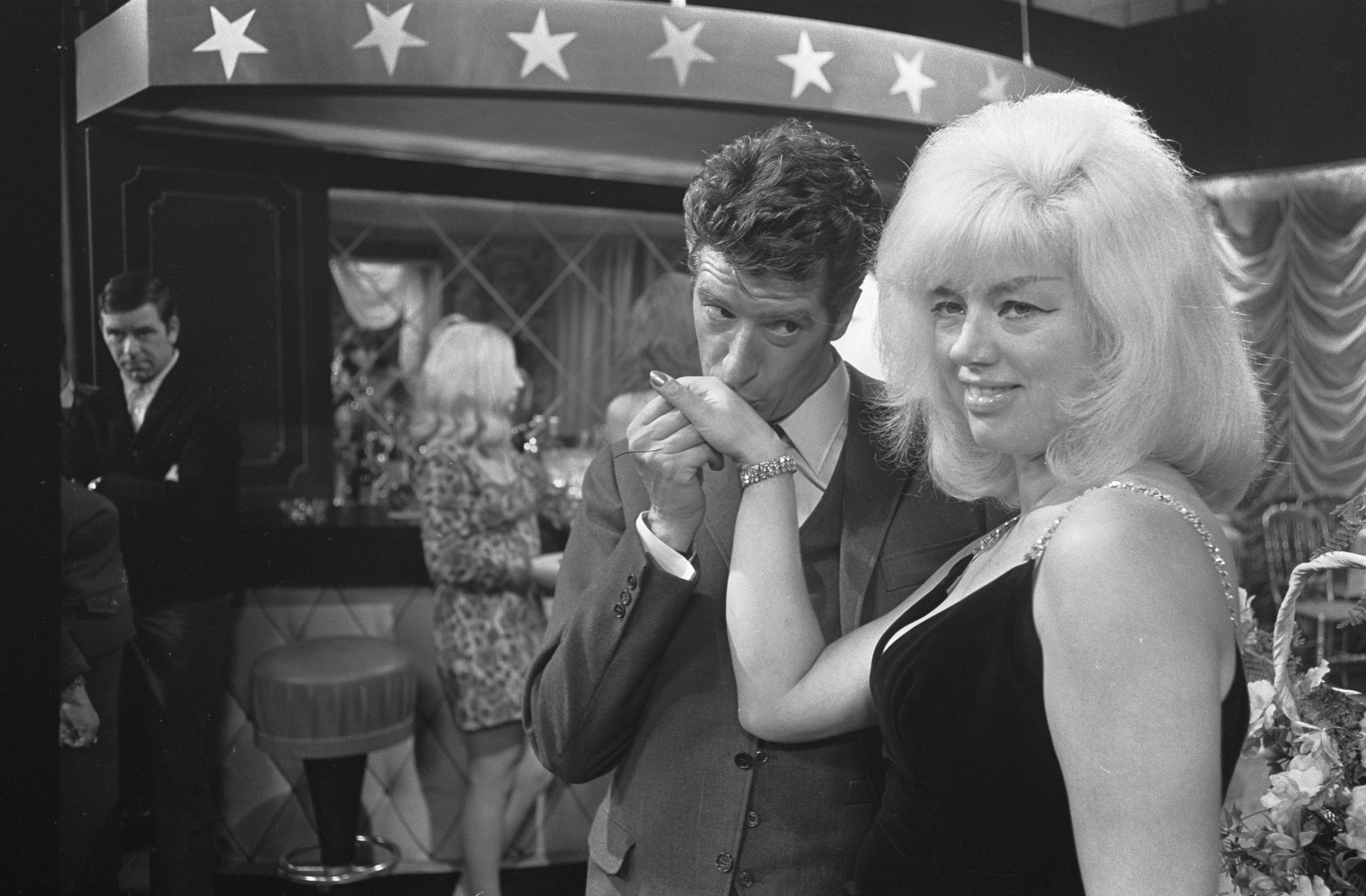
Diana Dors
(1968, mit 37 Jahren),
mit Rudi Carrell

Diana Dors (* 23. Oktober 1931 als Diana Mary Fluck in Swindon, Wiltshire; † 4. Mai 1984 in Windsor, Berkshire) war eine britische Schauspielerin und Sängerin. In den 1950er-Jahren galt die Blondine als Sexsymbol und „britische Antwort auf Marilyn Monroe“.

## Karriere
Die Karriere der Tochter eines britischen Eisenbahners begann bereits früh. Nach dem Zweiten Weltkrieg begann sie bereits eine Schauspielausbildung an der „London Academy of Music and Dramatic Arts“. Erste kleinere Auftritte in Filmen hatte sie bereits 1947. Die Rollen wurden 1948 und 1949 etwas größer. So spielte sie 1948 eine Nebenrolle in David Leans Oliver Twist. 1950 war ihr Privatleben turbulenter als ihr Berufsleben, so sorgte eine illegale Abtreibung der 18-Jährigen für Schlagzeilen. 1951 boten ihr Hollywoodproduzenten einen Vertrag, den sie ausschlug, weil sie sich sexuell bedrängt fühlte.
Diana Dors blieb in Großbritannien und wurde von Regisseur J. Lee Thompson zum Star aufgebaut. Zwischen 1954 und 1956 spielte sie Hauptrollen in vier seiner Filme, die ihr letztendlich zum Durchbruch verhalfen. Zu ihrem Markenzeichen wurden flirtende und anzügliche Sprüche in vielen Filmen, weshalb sie auch vielfach mit Marilyn Monroe verglichen wurde. Nach diesen Erfolgen wollte sie auch mit internationalen Produktionen Erfolg haben, was ihr jedoch nicht gelang. So blieb sie dem britischen Kino treu, wo sie immer wieder im Rollenschema der sexuell aufgeladenen Blondine zu sehen war.
Veränderungen in der Kinoszene der 1960er-Jahre sowie ihr zunehmendes Gewicht führten jedoch dazu, dass größere Rollen immer rarer wurden. Ihren letzten Film Steaming drehte sie 1984 mit Regisseur Joseph Losey. Sie starb nach den Dreharbeiten an Eierstockkrebs, der zwei Jahre zuvor erstmals bei ihr diagnostiziert worden war. Der Film hatte erst nach ihrem Tod Uraufführung, 1985 bei den Internationalen Filmfestspielen von Cannes.

### Fernsehen
Im britischen Fernsehen hatte sie von 1959 bis 1961 die erfolgreiche Diana Dors Show. Die Sitcom Queenie's Castle, die von 1970 bis 1972 auf ITV lief, erwies sich ebenfalls als Quotenhit. Ein ähnliches Format war ab 1973 All Our Saturdays. Bis zu ihrem Tod war Dors ein populärer und beliebter Gast diverser TV-Shows und -Sendungen.

### Musikaufnahmen
Dors’ früheste Musikaufnahme war eine Single mit den Titeln I Feel So Mmmm und A Kiss And A Cuddle (And A Few Kind Words From You) 1951 auf HMV Records. 1954 sang sie The Hokey Pokey Polka für den Soundtrack ihres Films As Long As They're Happy und 1960 veröffentlichte sie auf Columbia Records/Pye mit Swinging Dors ihr einziges Album. Weitere vereinzelte Musikaufnahmen folgten, unter anderem ein Duett mit ihrem Sohn Gary.

## Privatleben
Diana Dors war dreimal verheiratet: 1951 heiratete sie ihren Schauspielagenten Dennis Hamilton, der 1959 starb, als er bereits nach einem 1958 begonnenen Scheidungsverfahren in Trennung mit Diana Dors lebte. 1959 heiratete sie den Schauspielkollegen Richard Dawson, mit dem sie zwei Kinder hatte. Die Ehe wurde 1966 geschieden. 1969 heiratete sie den Schauspieler Alan Lake, mit dem sie ein Kind hatte und bis an ihr Lebensende zusammen blieb. Fünf Monate nach ihrem Tod beging Alan Lake Suizid.

## Trivia
- Im Alter von 20 Jahren war sie in ihrer Heimat die jüngste registrierte Besitzerin eines Rolls-Royce.
- 1981 hatte sie einen Auftritt in dem Musikvideo Prince Charming der britischen New-Romantic-Band Adam & the Ants.
- Diana Dors gehört zu den Prominenten, die auf dem Cover des Beatles-Albums Sgt. Pepper’s Lonely Hearts Club Band abgebildet sind.
- Die britische Pop-Gruppe The Kinks widmete ihr 1984 das Lied Good Day.
- Ihr Foto ziert das Cover des Smiths-Albums Singles, da Sänger Morrissey ein großer Fan von Diana Dors ist.
- Zitat: „I was the first home-grown sex symbol, rather like Britain’s naughty seaside postcards.“

## Filmografie (Auswahl)
- 1947: Tanz in den Abgrund (Good Time Girl)
- 1948: Here Come the Huggetts
- 1948: Oliver Twist
- 1949: Männer, Mädchen, Diamanten (Diamond City)
- 1949: Vote for Huggett
- 1950: Dance Hall
- 1952: Erpresserin (The Last Page)
- 1953: Hochzeitsnacht (Is your Honeymoon Really Necessary)
- 1953: It’s a Grand Life
- 1954: The Weak and the Wicked
- 1954: Todesroulette (The Saint’s Girl Friday)
- 1955: Ein Alligator namens Daisy (An Alligator Named Daisy)
- 1955: Hahn im Korb (As Long as They’re Happy)
- 1955: Lieber reich, aber glücklich (Value for Money)
- 1955: Voller Wunder ist das Leben (A Kid for Two Farthings)
- 1956: Umfange mich, Nacht (Yield to the Night)
- 1957: Fahrt in den Abgrund (The Long Haul)
- 1957: Keine Schonzeit für Blondinen (La ragazza del Palio)
- 1957: Weib ohne Gewissen (The Unholy Wife)
- 1958: Links und rechts vom Ehebett (I Married a Woman)
- 1958: Eddie, Tod und Teufel (Passport to Shame)
- 1958: Du bist verloren, Fremder (Tread Softly Stranger)
- 1960: Scent of Mystery
- 1961: General Pfeifendeckel (On the Double)
- 1961: Vollgas (Straightaway, Fernsehserie, Folge Blitzlicht auf der Piste)
- 1962: Mrs. Gibbons’ Boys
- 1962: Alfred Hitchcock präsentiert (Alfred Hitchcock Presents, Folge The Sorcerer’s Apprentice)
- 1963: Alfred Hitchcock präsentiert (The Alfred Hitchcock Hour, Folge Run for Doom)
- 1963: Amos Burke (Burke’s Law, Folge Wer hat Alex Debbs umgebracht?)
- 1964: Ein toller Bobby, dieser Flic (Allez France!)
- 1967: Zirkus des Todes (Berserk!)
- 1967: Ratten im Secret Service (Danger Route)
- 1968: Baby Love
- 1968: Hammerhead
- 1970: Ein Mädchen in der Suppe (There’s a Girl in My Soup)
- 1970–1972: Queenie's Castle (Serie)
- 1971: Deep End
- 1971: In einem Sattel mit dem Tod (Hannie Caulder)
- 1971: Der Rattenfänger von Hameln (The Pied Piper)
- 1972: Every Afternoon
- 1973: Das Dunkel der Nacht (Nothing But the Night)
- 1973: Theater des Grauens (Theatre of Blood)
- 1973: Dämon des Grauens (Craze)
- 1973: Sie reiten wieder (Steptoe and Son Ride Again)
- 1975: Thriller (Fernsehserie, 1973) (Fernsehserie, Folge Nurse Will Make It Better)
- 1975: Die unglaublichen Abenteuer eines Taxifahrers (Adventures of a Taxi Driver)
- 1976: Mein lieber Boß, Du bist 'ne Flasche (Adventures of a Private Eye)
- 1976: Was der schwedische Butler sah (What the Swedish Butler Saw)
- 1976: Wer tobt denn da im Unterhaus? (Keep It Up Downstairs)
- 1978: Die Füchse (The Sweeney, Fernsehserie, Folge Messenger of the Gods)
- 1979: The Plank oder die Tücke des Objekts (The Plank) (Kurzfilm)
- 1980: Gefrier-Schocker (Hammer House of Horror, Fernsehserie, Folge Kinder des Vollmonds)
- 1985: Steaming